# 키르기스스탄의 과학기술
키르기스스탄의 과학기술은 국가 혁신 시스템을 개발하기 위한 정부의 노력과 이러한 정책의 영향을 다룬다.

## 고등 교육
국가 교육 개발 전략(2012-2020)은 고등 교육의 질 향상을 우선시한다. 2020년까지 모든 교수는 최소 석사 학위를 보유하고, 40%는 과학 후보자 학위를, 10%는 박사 또는 과학 박사 학위를 보유하는 것을 목표로 한다. 품질 보증 시스템도 개편될 예정이다. 또한, 교육 과정은 국가 우선순위 및 지역 경제 발전을 위한 전략에 맞춰 개정될 것이다. 교사 평가 시스템이 도입될 것이며, 고등 교육을 위한 기존 자금 지원 메커니즘이 검토될 것이다.

## 과학기술

키르기스스탄의 1인당 GDP 및 연구 개발 지출 GDP 대비 비율, 2010-2013 (평균). 다른 국가들은 비교를 위해 제공됨. 출처: 유네스코 과학 보고서: 2030년을 향하여 (2015), 그림 12.4

키르기스스탄은 2024년 세계 혁신 지수에서 99위를 차지했다.

### 정책 문제, 2010-2015
키르기스 경제는 주로 농업 생산, 광물 추출, 섬유 및 서비스 산업에 중점을 둔다. 지식 및 기술 기반 산업을 창출할 유인이 거의 없다. 불충분한 자본 축적률 또한 혁신 및 기술 집약적 산업을 육성하기 위한 구조적 변화를 방해한다. 모든 주요 경제 부문은 기술적으로 다른 국가에 의존한다. 예를 들어, 에너지 부문에서는 모든 기술 장비가 해외에서 수입되며, 많은 자산이 외국인의 손에 있다. 2013년과 2014년에 러시아 국영 기업 3곳이 키르기스스탄의 수력 발전, 석유 및 가스 산업에 투자했다. 2013년, 루스히드로(RusHydro)는 관리할 일련의 수력 발전 댐 중 첫 번째 건설을 시작했다. 2014년 2월, 로스네프트(Rosneft)는 비슈케크 석유(Bishkek Oil)의 지분 100%와 국내에서 두 번째로 큰 공항인 오시 국제공항(Osh International)의 유일한 항공유 공급업체 지분 50%를 매입하기 위한 기본 계약을 체결했다. 같은 해, 가스프롬(Gazprom)은 키르기스스탄의 천연가스 네트워크를 운영하는 키르기스가스(Kyrgyzgaz)의 지분 100% 인수에 더 가까워졌다. 가스프롬은 상징적인 투자금 1달러에 4천만 달러의 부채를 인수하고 2014년에서 2019년 사이에 키르기스 가스 파이프라인 현대화에 200억 루블(약 5억 5천1백만 달러)을 투자하기로 했다. 가스프롬은 이미 국내 항공유의 대부분을 공급하고 있으며, 소매 휘발유 시장에서 70%의 점유율을 차지하고 있다.
키르기스스탄은 경쟁력을 향상시키고 사회 경제적 발전을 추진하기 위해 에너지와 같은 우선 부문에 막대한 투자가 필요하다. 그러나 재정 및 인적 자원 측면에서 연구 개발 투자가 낮은 것은 주요한 장애물이다. 1990년대 키르기스스탄은 소련 시대에 훈련받았던 많은 과학자들을 잃었다. 두뇌 유출은 여전히 심각한 문제이며, 설상가상으로 남아있는 많은 사람들은 은퇴 연령에 다다르고 있다. 지난 10년간 연구자 수는 비교적 안정적이었지만, 연구는 경제에 거의 영향을 미치지 않으며 응용 분야가 적은 경향이 있다. 연구는 과학 아카데미에 집중되어 있어, 대학들이 연구 기관으로서의 지위를 시급히 회복해야 함을 시사한다. 더욱이, 사회는 과학을 경제 발전의 중요한 동력이나 명망 있는 직업 선택으로 여기지 않는다.

중앙아시아의 GDP 대비 연구 지출 비율 동향, 2001−2013. 출처: 유네스코 과학 보고서: 2030 (2015), 그림 14.3

정부의 지속 가능한 개발을 위한 국가 전략(2013-2017)은 일자리 창출, 수출 증가, 그리고 중앙아시아 내에서 금융, 비즈니스, 관광 및 문화의 허브로 국가를 전환하기 위해 산업 규제를 제거할 필요성을 인식하고 있다. 정부 개입이 정당하다고 간주되는 유해 산업을 제외하고, 기업가 활동 및 허가에 대한 제한이 해제되고 필요한 허가 수는 절반으로 줄어들 것이다. 검사는 최소한으로 줄어들 것이며, 정부는 비즈니스 커뮤니티와 더 많이 상호 작용하기 위해 노력할 것이다. 그러나 국가는 환경 보호 및 생태계 서비스 보존과 관련된 문제를 규제할 권리를 유보한다.
2011년, 정부는 GDP의 10%만을 응용 연구에 할당했으며, 자금의 대부분은 실험 개발(71%)에 사용되었다. 지식재산권 및 혁신 개발을 위한 국가 프로그램(2012-2016)은 경제 현대화를 위해 첨단 기술을 육성하는 것을 목표로 한다. 이 프로그램은 지식 재산권 보호를 개선하고 법치와 관련하여 국가의 명성을 높이기 위한 조치와 함께 시행될 것이다. 위조품 밀매를 방지하는 시스템이 구축될 것이며, 지식재산권의 역할과 중요성에 대한 대중의 인식을 높이기 위한 노력이 이루어질 것이다. 1단계(2012-2013)에서는 지식재산권 전문가가 양성되고 관련 법률이 채택되었다. 정부는 또한 과학 및 공학 분야의 학사 및 석사 학위 수를 늘리기 위한 조치를 도입하고 있다.

### 정책 문제, 2015–2019
2015년에 키르기스스탄은 과학 시스템 조직 개혁 개념을 승인했다. 이 문서는 글로벌 과학 네트워크에 더 쉽게 통합될 수 있도록 연구 인력의 훈련 및 인증을 안내하는 규제 프레임워크를 만들 것을 제안했다. 2017년에는 과학 및 국가 과학기술 정책의 기본에 관한 법률이 이 규제 프레임워크를 제공하기 위해 제정되었다. 개혁 개념은 또한 연구 자금 조달을 위한 삼자 시스템을 제안했다: 연구 인프라, 행정 및 인력을 위한 핵심 자금; 정부 우선순위에 따라 연구를 지원하기 위해 경쟁 기반으로 부여되는 프로그램-대상 자금; 그리고 연구 보조금.
정부 연구 예산의 대부분은 여전히 급여와 같은 고정 비용, 즉 핵심 자금으로 사용된다. 결과적으로 과학 아카데미는 프로젝트 자금 부족에 시달린다. 2019년에는 1,810명의 직원을 보유하고 있었으며, 국가 예산(약 170만 달러)과 국제 과학 재단(약 104만 달러)을 통해 자금을 지원받는 53개의 연구 프로젝트를 진행 중이었다.
과학 아카데미는 자체 연구 우선순위를 설정한다. 2013-2017년의 우선순위는 다음과 같다.
- 재생 가능 에너지원을 포함한 물과 에너지;
- 정보 기술, 수학적 모델링 및 관리;
- 재료 (나노기술, 생명공학);
- 지구과학 및 천연 자원;
- 기계 및 계측 공학;
- 생물 자원 재생 및 생물 보안;
- 생태학, 인간 생태학 및 기후 변화; 그리고
- 개인과 사회: 세계화의 도전.

## 연구 동향

### 재정 투자

중앙아시아 연구자들의 과학 분야별 분포, 2013. 출처: 유네스코 과학 보고서: 2030년을 향하여 (2015), 그림 14.4

연구 개발 투자는 중앙아시아 5개 공화국 모두에서 낮은 수준이다. 키르기스스탄에서는 2001년 이래 GDP의 0.2% 수준을 유지하고 있다. 2011년에는 GDP의 0.16%를 연구에 할당했다. 2017년에는 투자가 GDP의 0.11%로 떨어졌다.

### 인적 자원
키르기스스탄은 2011년에 백만 명당 412명의 연구자(인원수 기준)를 보유하고 있었는데, 이는 전 세계 평균(2013년 1,083명)의 3분의 1 미만이다. 연구자들의 대다수는 공공 부문에 고용되어 있다: 53%는 정부 부문에서, 34%는 고등 교육 부문에서 일한다. 대부분의 연구자들은 자연 과학(27%)과 공학(26%) 분야에서 일하며, 그 다음으로 보건 분야(18%)이다.
2018년, 키르기스스탄은 백만 명당 563명의 연구자(인원수 기준)를 보유하고 있었다.

#### 성별 문제
카자흐스탄과 우즈베키스탄처럼 키르기스스탄은 소련 붕괴 이후 여성 연구자 비율을 40% 이상으로 유지하고 있다.

중앙아시아 연구자들의 고용 분야별 분포(인원수 기준), 2013. 출처: 유네스코 과학 보고서: 2030년을 향하여 (2015), 그림 14.5

2011년에 키르기스 연구자의 42%가 여성이었다. 분야별로 나누어 보면, 여성은 자연 과학 연구자의 47%, 공학 연구자의 30%, 의학 연구자의 44%, 농업 연구자의 50%, 사회 과학 및 인문학 연구자의 49%를 차지했다. 대학 졸업자 중 여성은 2013년에 자연 과학(61%)과 보건(77%)에서 우세했지만, 공학(26%)과 농업(28%)에서는 소수였다. 주목할 점은 2012년에 과학(63%)과 공학(54%) 분야 모두에서 박사 학위의 대다수가 여성에게 수여되었다는 것이다.

기업 부문에 고용된 키르기스 여성 연구자 비율, 2013년 또는 가장 가까운 연도. 출처: 유네스코 과학 보고서: 2030년을 향하여, 그림 3.4

표: 중앙아시아에서 과학 및 공학 분야 박사 학위 취득 현황, 2013년 또는 가장 가까운 연도
|                     | 박사 학위 | 박사 학위 | 과학 분야 박사 학위 | 과학 분야 박사 학위 | 과학 분야 박사 학위 | 과학 분야 박사 학위          | 공학 분야 박사 학위 | 공학 분야 박사 학위 | 공학 분야 박사 학위 | 공학 분야 박사 학위          |
|                     | 총계      | 여성 (%)  | 총계                | 여성 (%)            | 100만 명당 총계     | 100만 명당 여성 박사 학위 수 | 총계                | 여성 (%)            | 100만 명당 총계     | 100만 명당 여성 박사 학위 수 |
| 카자흐스탄 (2013)   | 247       | 51        | 73                  | 60                  | 4.4                 | 2.7                          | 37                  | 38                  | 2.3                 | 0.9                          |
| 키르기스스탄 (2012) | 499       | 63        | 91                  | 63                  | 16.6                | 10.4                         | 54                  | 63                  | –                   | –                            |
| 타지키스탄 (2012)   | 331       | 11        | 31                  | –                   | 3.9                 | –                            | 14                  | –                   | –                   | –                            |
| 우즈베키스탄 (2011) | 838       | 42        | 152                 | 30                  | 5.4                 | 1.6                          | 118                 | 27.0                | –                   | –                            |

출처: 유네스코 과학 보고서: 2030년을 향하여 (2015), 표 14.1

카자흐스탄의 과학 출판물 증가세는 2012년 이후 가속화되었다. 출처: 톰슨 로이터 웹 오브 사이언스, 과학 인용 색인 확장, 2005-2014, 유네스코 과학 보고서: 2030년을 향하여 (2015), 그림 14.6

참고: 과학 분야 박사 학위는 생명 과학, 물리 과학, 수학 및 통계학, 컴퓨터 공학을 포함한다. 공학 분야 박사 학위는 제조 및 건설도 포함한다. 중앙아시아에서는 박사 학위라는 일반적인 용어가 과학 후보자 및 과학 박사 학위도 포괄한다. 투르크메니스탄의 데이터는 사용할 수 없다.
표: 중앙아시아 연구자들의 과학 분야별 및 성별 분포, 2013년 또는 가장 가까운 연도
|                   |              | 총 연구자 수 (인원수) | 총 연구자 수 (인원수) | 총 연구자 수 (인원수) | 과학 분야별 연구자 수 (인원수) | 과학 분야별 연구자 수 (인원수) | 과학 분야별 연구자 수 (인원수) | 과학 분야별 연구자 수 (인원수) | 과학 분야별 연구자 수 (인원수) | 과학 분야별 연구자 수 (인원수) | 과학 분야별 연구자 수 (인원수) | 과학 분야별 연구자 수 (인원수) | 과학 분야별 연구자 수 (인원수) | 과학 분야별 연구자 수 (인원수) | 과학 분야별 연구자 수 (인원수) | 과학 분야별 연구자 수 (인원수) |
|                   |              | 총 연구자 수 (인원수) | 총 연구자 수 (인원수) | 총 연구자 수 (인원수) | 자연 과학                      | 자연 과학                      | 공학 및 기술                   | 공학 및 기술                   | 의료 및 보건 과학              | 의료 및 보건 과학              | 농업 과학                      | 농업 과학                      | 사회 과학                      | 사회 과학                      | 인문학                         | 인문학                         |
|                   | 총 연구자 수 | 100만 명당            | 여성 연구자 수        | 여성 (%)              | 총계                           | 여성 (%)                       | 총계                           | 여성 (%)                       | 총계                           | 여성 (%)                       | 총계                           | 여성 (%)                       | 총계                           | 여성 (%)                       | 총계                           | 여성 (%)                       |
| 카자흐스탄 2013   | 17 195       | 1 046                 | 8 849                 | 51.5                  | 5 091                          | 51.9                           | 4 996                          | 44.7                           | 1 068                          | 69.5                           | 2 150                          | 43.4                           | 1 776                          | 61.0                           | 2 114                          | 57.5                           |
| 키르기스스탄 2011 | 2 224        | 412                   | 961                   | 43.2                  | 593                            | 46.5                           | 567                            | 30.0                           | 393                            | 44.0                           | 212                            | 50.0                           | 154                            | 42.9                           | 259                            | 52.1                           |
| 타지키스탄 2013   | 2 152        | 262                   | 728                   | 33.8                  | 509                            | 30.3                           | 206                            | 18.0                           | 374                            | 67.6                           | 472                            | 23.5                           | 335                            | 25.7                           | 256                            | 34.0                           |
| 우즈베키스탄 2011 | 30 890       | 1 097                 | 12 639                | 40.9                  | 6 910                          | 35.3                           | 4 982                          | 30.1                           | 3 659                          | 53.6                           | 1 872                          | 24.8                           | 6 817                          | 41.2                           | 6 650                          | 52.0                           |

출처: 유네스코 과학 보고서: 2030년을 향하여 (2015), 표 14.1

### 연구 성과
카자흐스탄 과학자들의 주요 세 파트너는 러시아 연방(2008년에서 2014년 사이에 99건의 공동 저술 논문), 독일과 터키(각각 74건), 미국(56건), 카자흐스탄(43건)에 기반을 둔다. 키르기스 과학자들은 지구과학 분야에서 가장 많이 출판하지만, 그 결과물은 여전히 적다. 톰슨 로이터의 웹 오브 사이언스에 따르면, 키르기스 과학자들은 2005년에 국제적으로 등재된 저널에 46편의 논문을, 2014년에는 82편의 논문을 출판했다. 이는 2014년에 백만 명당 15편의 논문에 해당한다. 2013년 전 세계 평균은 백만 명당 176편이었고, 사하라 이남 아프리카의 평균은 백만 명당 20편이었다. 카자흐스탄은 2014년에 백만 명당 36편의 논문을 출판했다. 톰슨 로이터 데이터베이스가 영어로 작성된 논문을 선호하는 경향이 있어, 국제 저널에 실린 논문 수가 적은 것은 언어 때문일 수도 있다.
2008년과 2013년 사이에 키르기스, 타지크, 투르크멘 특허는 미국 특허청에 등록되지 않았으며, 카자흐 발명가 5명과 우즈베크 발명가 3명과 대조를 이룬다.

## 국제 협력
다른 네 중앙아시아 공화국과 마찬가지로 키르기스스탄은 유럽 안보 협력 기구, 경제 협력 기구, 상하이 협력 기구를 포함한 여러 국제 기구의 회원국이다. 키르기스스탄과 다른 네 공화국은 또한 아프가니스탄, 아제르바이잔, 중국, 몽골, 파키스탄을 포함하는 중앙아시아 지역 경제 협력 프로그램의 회원국이다. 2011년 11월, 10개 회원국은 지역 협력을 증진하기 위한 청사진인 CAREC 2020 전략을 채택했다. 2020년까지 10년 동안 운송, 무역, 에너지 분야의 우선 프로젝트에 500억 달러가 투자되어 회원국의 경쟁력이 향상될 것이다. 내륙 국가인 중앙아시아 공화국들은 운송 네트워크와 에너지, 통신 및 관개 시스템을 유지하고 개발하기 위해 협력할 필요성을 인식하고 있다.

2008년에서 2013년 사이 중앙아시아 과학자들의 분야별 누적 논문 수. 출처: 유네스코 과학 보고서: 2030년을 향하여 (2015), 그림 14.6

키르기스스탄은 카자흐스탄, 벨라루스, 러시아 연방이 창립한 직후인 2014년에 유라시아 경제 연합에 가입했다. 아르메니아도 회원국이다. 회원국 간의 과학 기술 협력이 이미 상당하고 법률 문서에 잘 명문화되어 있으므로, 유라시아 경제 연합은 공공 연구소나 학계 간의 협력에 제한적인 추가적인 영향을 미 미칠 것으로 예상되지만, 노동의 자유로운 이동과 통일된 특허 규정에 대한 조항을 포함하고 있으므로 비즈니스 관계와 과학적 이동성을 장려할 수 있다.
키르기스스탄은 2013년 9월 유럽 연합이 시작한 IncoNet CA 프로젝트에 참여해왔다. 이 프로젝트의 목표는 중앙아시아 국가들이 유럽 연합의 8번째 연구 및 혁신 자금 지원 프로그램인 호라이즌 2020 내 연구 프로젝트에 참여하도록 장려하는 것이다. 이 연구 프로젝트의 초점은 유럽 연합과 중앙아시아 모두에 상호 이익이 된다고 간주되는 세 가지 사회적 과제, 즉 기후 변화, 에너지 및 건강에 맞춰져 있다. IncoNet CA는 동유럽, 남코카서스 및 서부 발칸과 같은 다른 지역을 포함했던 이전 프로젝트의 경험을 바탕으로 한다. IncoNet CA는 중앙아시아와 유럽의 연구 시설 간의 쌍둥이 협력에 중점을 둔다. 여기에는 오스트리아, 체코, 에스토니아, 독일, 헝가리, 카자흐스탄, 키르기스스탄, 폴란드, 포르투갈, 타지키스탄, 터키 및 우즈베키스탄의 파트너 기관 컨소시엄이 포함된다. 2014년 5월, 유럽 연합은 쌍둥이 기관(대학, 기업, 연구소)으로부터 프로젝트 신청을 위한 24개월 공모를 시작했으며, 최대 1만 유로의 자금을 지원하여 서로의 시설을 방문하여 프로젝트 아이디어를 논의하거나 워크숍과 같은 공동 행사를 준비할 수 있도록 했다.
국제 과학 기술 센터(ISTC)는 1992년 유럽 연합, 일본, 러시아 연방 및 미국이 무기 과학자들을 민간 연구 프로젝트에 참여시키고 기술 이전을 촉진하기 위해 설립했다. ISTC 지부는 협정 당사국인 아르메니아, 벨라루스, 조지아, 카자흐스탄, 키르기스스탄, 타지키스탄에 설립되었다. ISTC 본부는 러시아 연방이 센터에서 철수한다고 발표한 지 3년 후인 2014년 6월 카자흐스탄의 나자르바예프 대학으로 이전했다.
키르기스스탄은 1998년부터 세계무역기구 회원국이다.

## 같이 보기
- 키르기스스탄 교육과학부